# Dikkemanskruid
Dikkemanskruid (Pachysandra terminalis) is een plant die behoort tot de buxusfamilie (Buxaceae). De soortaanduiding terminalis, dat aan het eind betekent, verwijst naar het bladcluster aan het eind van de korte tak (stengel). Het is een bodembedekker en komt voor als stinsenplant. Dikkemanskruid komt van nature voor in de bossen in Japan en China. De plant is giftig en bevat net zoals de buxus steroïde-alkaloïden zoals pachystermine A en pachysamine A.

## Beschrijving
Dikkemanskruid is een groenblijvende plant met opstijgende takken. De plant wordt tot 30 cm hoog. De plant breidt zich uit met rizomen.

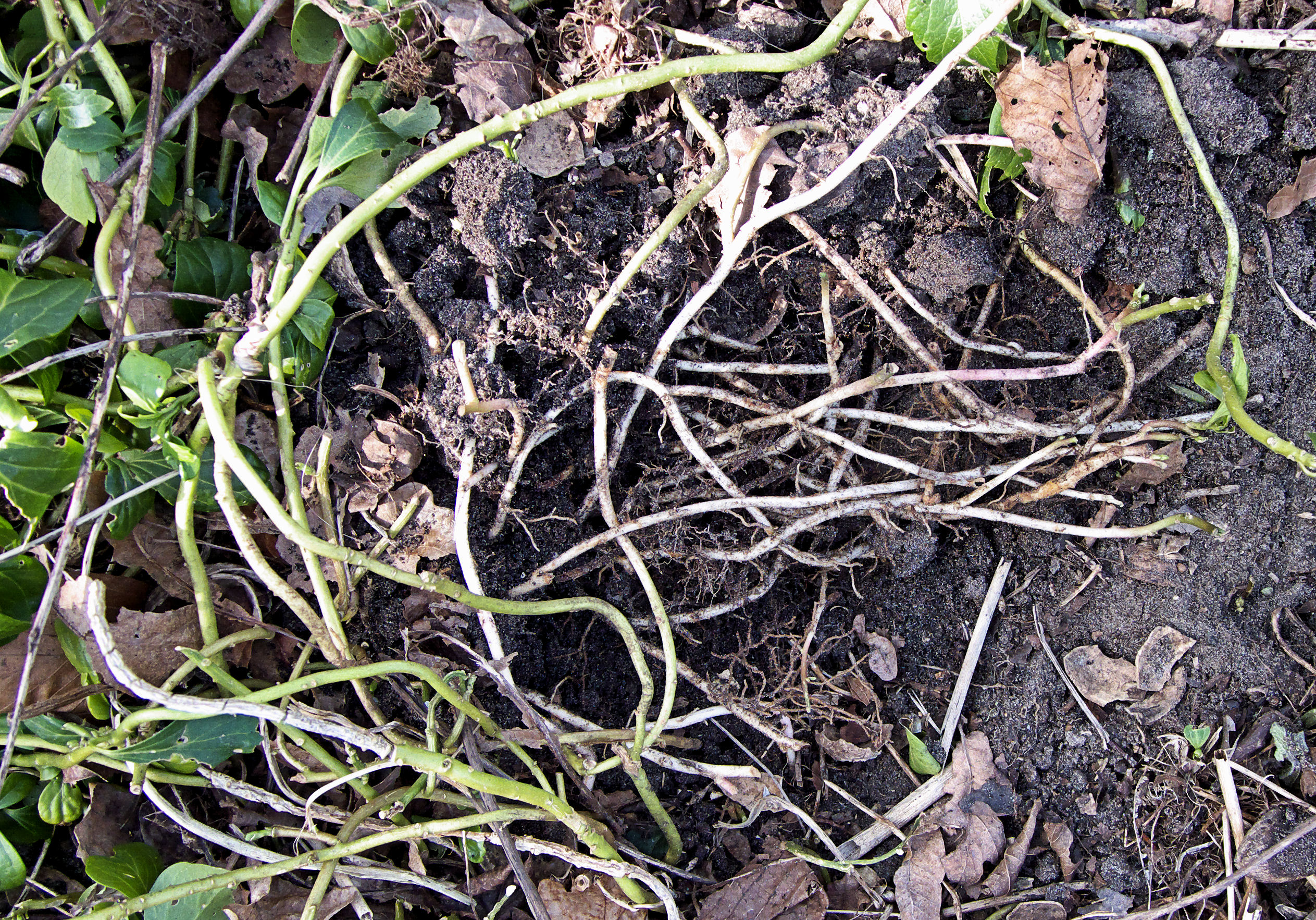
Rizomen

De kort gesteelde, omgekeerd eironde bladeren staan afwisselend, die aan de top van de tak met vier tot zes dicht bij elkaar staan. De leerachtige bladschijf is 2,5–5 (soms tot 9) × 1,53 (soms 6) cm groot. De bladrand is aan de bovenste helft getand.
Dikkemanskruid is eenhuizig (monoecisch). Vanaf maart tot en met april worden 2–4 cm lange, eindstandige, rechtopstaand, kaarsenachtige, aarachtige bloeiwijzen met gladde hoogtebladeren gevormd. Meestal bevat een bloeiwijze meer dan 15 mannelijke en één of twee vrouwelijke bloemen. De kleine, witte, mannelijke bloemen zijn viertallig met vier meeldraden, waarvan de helmdraden wit en dik zijn. De naam pachysandra verwijst naar deze dikke helmdraden. De naam is een onjuiste samentrekking van de Griekse woorden παχύς pachús = dik en ἀνήρ anér = man. De ongeveer 0,6 mm lange stempel in de mannelijke bloemen is steriel. De meestal onderaan de bloeiwijze staande vrouwelijke bloemen hebben vier tot zes bloembladen, een bovenstandig, twee- tot driehokkig vruchtbeginsel en twee of drie vrij dikke stijlen met teruggebogen stempels. De eivormige steenvrucht is ongeveer 5-6 mm groot en aan de rijpe vrucht blijft de stijl vastzitten. De zaden zijn zwart.

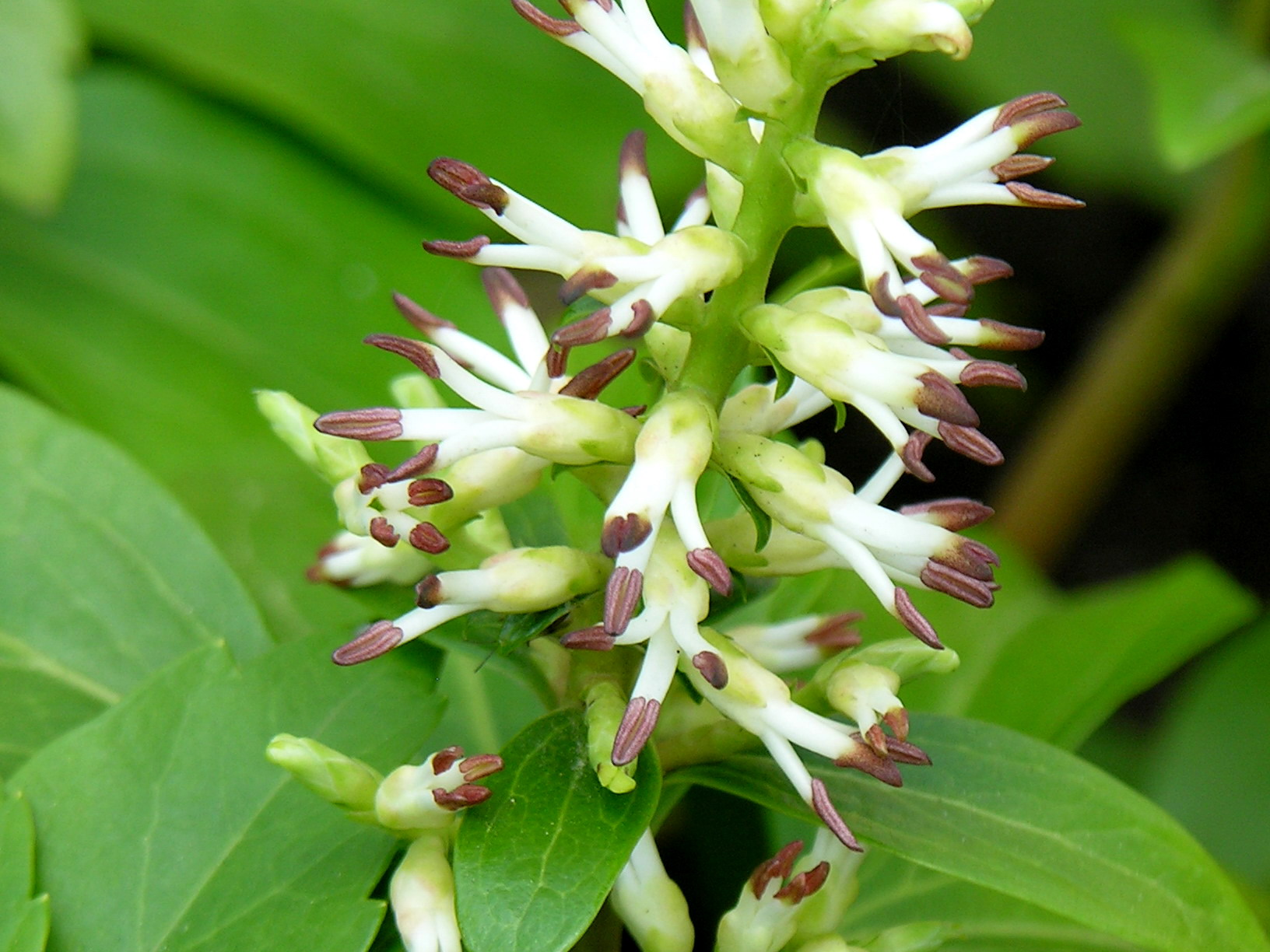
Mannelijke bloemen

## Gebruik als sierplant

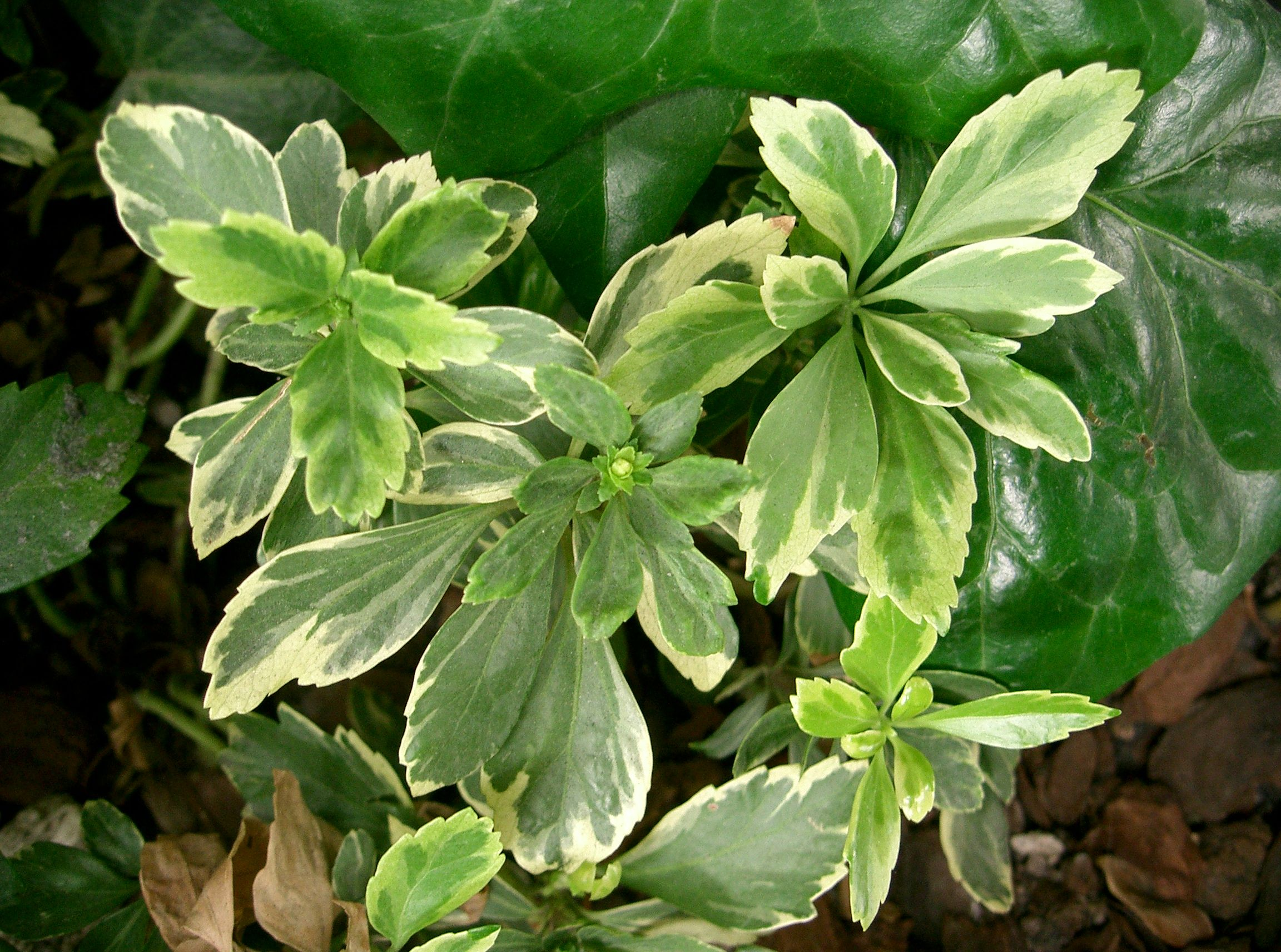
Variëteit met witgerande bladeren

Dikkemanskruid is in de halfschaduw en schaduw op bijna alle grondsoorten geschikt om als dichte bodembedekker te fungeren. Daarom is dikkemanskruid in Europa al vele jaren een geliefde bodembedekker in parken en siertuinen, vooral onder bomen. De plant breidt zich uit door ondergrondse uitlopers.
De variëteiten Pachysandra terminalis var. terminalis en Pachysandra terminalis var. compacta worden 15–20 cm hoog. Er bestaat ook een variëteit met witgeelgerande bladeren.